# Yves de Creil
Yves de Creil (m. 952) fue un noble normando, maestro armero (regis balistarius) del rey Luis IV de Francia. Aunque su estirpe no está bien definida por los historiadores, Geoffrey H. White estaba seguro de que Yves de Creil e Yves de Bellême, aunque a menudo se los confunde, no eran la misma persona. Aunque los escritores franceses aceptaron que Yves de Creil era el padre de Yves de Bellême, sigue habiendo dudas sobre si pertenecían o no a la misma dinastía. La villa de Creil pertenecía al territorio dominado por Bernard de Senlis.
Los anales contemporáneos citan que Hugo el Grande otorgó a Yves de Creil los señoríos de Bellême, Alençon y Domfront, en recompensa por los grandes servicios prestados al joven Ricardo, justo después del asesinato de su padre Guillermo I de Normandía, hacia el año 943. Se supone que la prebenda era una recompensa por su participación en el secuestro del joven Ricardo, pero su intervención le salvó de acabar mutilado o asesinado por el rey Luis quien lo tuvo prisionero en Laon, tras la traición y asesinato de su padre Guillermo, con el fin de apropiarse de Normandía. Yves desaprobaba las políticas reales para hacerse con Normandía y descubrió los planes para acabar con la vida del muchacho por lo que buscó la complicidad del tutor de Ricardo, Osmond de Centeville, para rescatarlo y ponerle a salvo en el castillo de Coucy, bajo dominio de Bernard de Senlis. Su presencia posterior en la historia, respaldada por cartas y documentos, es más oscura y se confunde con otros personajes normandos de la época como Yves de Bellême.

## Herencia
- Yves de Bellême